# Владислав
Владисла́в — чоловіче двоосновне особисте ім'я слов'янського походження. Скорочене ім'я — Влад. Утворено складанням основ -[влад] («володіти») і -[слав] («слава»). Можливо, є калькою німецького імені Вальдемар (Waldemar), що походить від слова «waltan» («царювати, владарювати») і «mari» («славний, знаменний»). В «Етимологічному словнику російської мови» Фасмера наводиться версія походження від давньоруського варіанта імені — Володиславъ — засобом запозичення пол. Władysław, яке, своєю чергою, утворене від чеськ. Vladislav. Зменшувальна форма імені — Влад. Також це змешувальна форма імен Владлен, Владилен та Владан.
Одне з небагатьох слов'янських імен, які значаться в православних святцях. Іменини — 7 жовтня.
Існує жіноче парне ім'я Владислава.
По батькові: Владиславич, Владиславович, Володиславович; Владиславівна, Владиславна, Володиславівна.

## Похідні імена
Похідні (зменшувальне ім'я) імена від чоловічого імені Владислав: Владик, Владе, Влад, Вальдик, Вальдемар, Владуха.
Похідні (зменшувально-пестливі) імена від жіночого імені Владислава: Влада, Владка, Владок, Владушка, Влад, Влася, Ладуся, Лада.

## Іншомовні аналоги
У інших мовах імені «Владислав» відповідають імена: 
- білоруська — Уладзіслаў
- болгарська — Владислав
- іспанська — Ladislao
- італійська — Ladislao
- каталанська — Ladislau
- латинська — Ladislaus
- латиська — Vladislavs
- литовська — Vladislovas
- македонська — Владислав
- німецька — Ladislaus
- польська — Władysław, Włodzisław, Ładysław
- португальська — Ladislau
- російська — Владислав
- румунська — Ladislau
- сербська — Владислав
- словацька — Vladislav, Ladislav
- словенська — Vladislav
- угорська — Laszlo
- французька — Ladislas
- хорватська — Vladislav
- чеська — Vladislav, Ladislav

## Відомі носії
- Володислав Кормильчич (роки н. і см невідомі) — галицький боярин. Наприкінці XII — початку XIII століття очолював боярську опозицію у Галицько-Волинській державі, яка виступала проти зміцнення князівської влади.
- Володислав I Опольсько-Ратиборський (1248—1281/1282) — князь Каліський (1234⁣—⁣1244), Велюнський (1234—1249), Опольсько-Ратиборський (1248—1281/1282). Представник роду Верхньосілезьких П'ястів.
- Владислав I Локетек (1260/1261—1333) — князь брест-куявський (з 1275 року), польський король династії П'ястів (з 1320 року).
- Володислав II Опольський (1356—1401) — князь опольський (1356-1401). Представник роду Верхньосілезьких П'ястів.
- Владислав IV Ваза (1595/1648) — король польський і Великий князь Литовський, Великий князь Руський династії Ваза (1632⁣—⁣1648).
- Владислав II Ягайло (1362—1434) — Великий князь Литовський (1377⁣—1381, 1382⁣—⁣1386) і польський король (1386⁣—⁣1434), Володар та спадкоємець Русі (Руського королівства).
- Владислав Гжегож Браницький (1783—1843) — польський державний діяч, генерал від інфантерії російської служби.
- Владислав Тарновський (1836—1878) — польський піаніст, композитор, поет, драматург і перекладач. Двоюрідний брат Станіслава Тарновського.
- Владислав Евгеніуш Сікорський (1881—1943) — польський військовий та державний діяч, інженер-геодезист, генерал Війська Польського. Учасник польського самостійницького руху.
- Владислав Альберт Андерс (1892—1970) — польський генерал, політик; головнокомандувач і генеральний інспектор Польських збройних сил в еміграції (1946—⁣1954).
- Владислав Шпільман (1911—2000) — польський піаніст і композитор.
- Владислав Бартошевський (1922—2015) — польський державний та політичний діяч, дипломат, історик, публіцист.
- Владислав Гомулка (1905—1982) — польський партійний та державний діяч. Генеральний секретар ЦК Польської робітничої партії з 14 листопада 1943 року по 3 вересня 1948 року. Перший секретар ЦК Польської об'єднаної робітничої партії з 21 жовтня 1956 року по 20 грудня 1970 року.
- Владислав Артурович Криклій (нар. 1986) — український політичний діяч. Міністр інфраструктури України з 29 серпня 2019 року по 18 травня 2021 року.
- Владислав Миколайович Яма (більш відомий як Влад Яма; нар. 1982) — український танцюрист.
- Владислав Владиславович Городецький (1863—1930) — український та польський архітектор.
- Владислав Олександрович Старєвіч (1882—1965) — російський та французький режисер, творець перших у світі комерційних мультфільмів,знятих у техніці лялькової анімації, та один із зачинателів російської мультиплікації.
- Владислав Віногоров (справжнє ім'я Владислав Олександрович Рябенко; нар. 1970) — український російськомовний письменник у жанрі наукової фантастики.
- Владислав Гнатович Стржельчик (1921—1995) — радянський та російський актор театру та кіно. Заслужений артист РРФСР (1954). Народний артист РРФСР (1965). Лауреат Державної премії РРФСР імені братів Васильєвих (1971). Народний артист СРСР (1974).
- Владислав Вацлавович Дворжецький (1939—1978) — радянський актор театру та кіно.
- Владислав Борисович Галкін (при народженні Владислав Георгійович Сухачов; 1971—2010) — радянський та російський кіноактор.
- Владислав Юрійович Дружинін (нар. 1948) — радянський та російський театральний режисер, актор, хореограф, драматург і педагог вищої театральної школи. Батько актора, кінорежисера, хореографа та телеведучого Єгора Дружиніна.
- Владислав Третьяк (нар. 1952) — радянський та російський хокеїст.
- Владислав Листьєв (1956—1995) — радянський та російський журналіст і телеведучий.
- Владислав Сурков (нар. 1964) — російський політик.
- Владислав Ачалов (1945—2011) — російський воєначальник. Генерал-полковник (1989).
- Владислав Крапивін (1938—2020) — радянський та російський дитячий письменник.
- Владислав Медяник (більш відомий як Слава Медяник; нар. 1957) — російський виконавець шансону.